# Мотра (фільм, 1961)
«Мотра» (яп. モスラ, Мосура) — японський фентезійний фільм-трилер 1961 року, знятий за мотивами роману-фейлетону «Дивовижні феї і Мотра» (яп. 発光妖精とモスラ, Хакко: Йо:сії то Мосура) Сін'їтіро Накамури, Такехіко Фукунаґи та Йосіе Хотти. Фільм є першим з циклу кінофільмів про велетенського метелика Мотру й одним з класичних кайдзю-фільмів періоду Сьова. Режисером фільму став Ісіро Хонда, вже відомий на той час за такими фільмами як «Годзілла», «Радон» і «Великий монстр Варан». Це перший якісний кольоровий фільм про кайдзю. Світова прем'єра відбулася 30 липня 1961 року. Фільм став настільки успішним, що після нього Мотра набула популярності в усьому світі нарівні з такими кіномонстрами як Ґодзілла, Родан і Кінг-Конг.

## Сюжет
Після корабельної аварії пасажири лайнера опиняються на острові Бейру, де колись проводилися випробування ядерної зброї. Флора і фауна острова мутували. Рятувальники, які знаходять жертв, здивовані, що в тих, хто вижив, не спостерігається ніяких ознак впливу радіації. Під час дослідження острова учені знаходять безліч дивних речей, а також двох крихітних фей, яких лідер експедиції Кларк Нельсон вирішує викрасти й забрати з острова на материк попри те, що вони попереджають його про свій телепатичний зв'язок з велетенським метеликом Мотрою, який негайно вилітає на допомогу своїм феям.

## Кайдзю
- Мотра

## У ролях
| • Френкі Сакаї    | … | журналіст Фукуда                       |
| • Хіроші Коїдзумі | … | доктор Сін'їті Тіюдзу                  |
| • Кійоко Кагава   | … | фотограф Міхі Ханамура                 |
| • Кен Уехара      | … | доктор Харада                          |
| • Емі і Юмі Іто   | … | феї-ліліпутки Сьобідзін                |
| • Джеррі Іто      | … | дилер Кларк Нельсон                    |
| • Такасі Сімура   | … | монтажист Садакацу Амано               |
| • Тецу Накамура   | … | помічник Нельсона                      |
| • Осман Юсеф      | … | «посіпака» Нельсона                    |
| • Акіхіко Хірата  | … | директор Національного Ядерного Центру |
| • Кендзі Сахара   | … | пілот гелікоптера                      |
| • Харуо Накаджіма | … | Мотра                                  |

## Знімальна група
- Автори сценарію — Сін'їті Секідзава, Пітер Фернандез (англійська версія; в титрах відсутній), Роберт Маєрсон (англійська версія; в титрах відсутній) за романом Сін'їтіро Накамури, Такехіко Фукунагі та Йосіе Хотти «Дивовижні феї і Мотра»
- Режисер-постановник — Ісіро Хонда
- Продюсер — Томоюкі Танака
- Оператор — Хайме Коїдзумі
- Композитор — Юдзі Косекі
- Артдиректори — Теруакі Абе, Такео Кіта
- Монтаж — Кадзудзі Тайра

## Виробництво
За основу для сюжету був узятий роман-фейлетон Сін'їтіро Накамури, Такехіко Фукунагі та Йосіе Хотти «Дивовижні феї і Мотра» (яп. 発光妖精とモスラ). Намагаючись багато в чому дотримуватися книги, сценарист-початківець Сін'їті Секідзава почав роботу над сюжетом у 1960 році. Спочатку фей-ліліпутів хотіли назвати Айренас, як і в книзі. За початковими нарисами сценарію їх зріст повинен був складати 60 сантиметрів, проте пізніше їх вирішили ще зменшити, зробивши зовсім ліліпутами, й дали їм ім'я Сьобідзін.
Коли сценарій вже майже був написаний, у продюсерів виникли питання відносно Мотри. Спочатку вона повинна була стати лютим чудовиськом, що руйнує все на своєму шляху. Виникла також думка показати її спершу гусеницею, яка вже потім перетворилася б на дорослого метелика. Фільм дістав робочу назву «Велетенське чудовисько Мотра».
У січні 1961 року до знімання приєдналися сестри Емі і Юмі Іто, яким дісталися роль фей-ліліпутів Сьобідзін. У цьому й подальших фільмах обидві акторки співають дуетом пісню заклику Мотри.
Від самого початку кульмінаційний момент, пов'язаний з Мотрою, дещо відрізнявся від кінцевого: скупий бізнесмен Нельсон повинен був викрасти фей та ховатися з ними до вильоту у свою країну Ролісіку. Поки він намагався приховати фей від сторонніх очей, Мотра вже перебувала в коконі. У цьому стані її атакували військові й після цього вона несподівано ставала дорослою формою, вилазила з кокона і наздоганяла Нельсона в горах. До кінцевого варіанту було вирізано ще досить багато сцен.
Постановником спецефектів стрічки був Ейдзі Цубурая, що працював над створенням фільмів про Годзіллу та інших монстрів. Рухами ляльки Мотри керували актори Харуо Накаджіма і Кацумі Тедзука.

## Тема фільму
Це перший фільм про монстрів (англ. monster movie), який за жанром неможливо віднести до жахів. На відміну від таких фільмів як «Ґодзілла», «Ґодзілла знову нападає» та «Родан», похмурих, з великою кількістю трагедій, «Мотра» — яскравий, барвистий і місцями веселий фільм. Навіть сцени, в яких Мотра руйнує міста, показані в насиченій атмосфері фантастики, а не жаху. Автомобілі, що злітають у повітря від помахів крил Мотри, сприймаються глядачами швидше із захопливим інтересом, не створюючи враження загрози, що подібне може статися насправді. Саме для цієї мети макет міста Нью-Кірк зроблений відносно стилізовано.
Фінал також відрізняється від попередніх фільмів з кайдзю і особливо від американських фільмів з монстрами — Мотра виявляється не таким вже й лютим монстром, як спочатку всі могли подумати — вона намагається лише звільнити фей Сьобідзін та здійснює руйнування лише тому, що інакше не можна. Істинним антагоністом фільму є не велетенський метелик, а Кларк Нельсон, який домагається слави та грошей. Герой фільму, журналіст Фукуда, називав його «природженим дилером».
У фільмі присутня тема початку прогресивного економічного розвитку Японії, і примушує замислитися над впливом капіталізму, що приходить із заходу, в особі таких лиходіїв як Нельсон.

## Ролісіка
У фільмі показано вигадану країну Ролісіку, в якій неважко побачити риси Сполучених Штатів і СРСР. Назва її столиці Нью-Кірк безумовно показує глядачам тодішній Нью-Йорк, а саме один з районів Мангеттена з характерним для міста трелювальним мостом. Представників країни у фільмі зіграли американські актори. У Нью-Кірку є церква, більше схожа на православну, а не католицьку, поряд з якою Мотра наздоганяє Нельсона. На прапорі Ролісіки зображений схожий на місяць символ, який також наближає її до СРСР.

## Покази за кордоном
У США фільм показали в кінотеатрах під керівництвом Columbia Pictures в 1962 році. Фільм був із захватом сприйнятий глядачами та високо оцінений критиками, хоча, як в більшості випадків, на декілька хвилин фільм все ж скоротили.